# Ethan González
Ethan José Joaquín González Ariza (Barranquilla, Atlántico, Colombia, 27 de agosto de 1992) es un futbolista colombiano. Juega como delantero centro.

## Clubes
| Club                                               | País          | Año         |
| -------------------------------------------------- | ------------- | ----------- |
| Fortaleza                                          | Colombia      | 2013        |
| Tigres                                             | Colombia      | 2015 - 2017 |
| Barranquilla F. C.                                 | Colombia      | 2017 - 2018 |
| La Equidad                                         | Colombia      | 2019        |
| Atlético Huila                                     | Colombia      | 2020        |
| Unión Magdalena                                    | Colombia      | 2021        |
| Gyeongju Korea Hydro & Nuclear Power Football Club | Corea del Sur | 2022        |

## Estadísticas
| Club                          | Div.          | Temporada     | Liga  | Liga  | Copa Nacional | Copa Nacional | Copa Internacional | Copa Internacional | Total | Total |
| Club                          | Div.          | Temporada     | Part. | Goles | Part.         | Goles         | Part.              | Goles              | Part. | Goles |
| ----------------------------- | ------------- | ------------- | ----- | ----- | ------------- | ------------- | ------------------ | ------------------ | ----- | ----- |
| Fortaleza · Colombia          |               |               |       |       |               |               |                    |                    |       |       |
| 2.ª                           | 2013          | 8             | 2     | 9     | 1             | —             | —                  | 17                 | 3     |       |
| Total club                    | Total club    | 8             | 2     | 9     | 1             | 0             | 0                  | 17                 | 3     |       |
| Tigres · Colombia             |               |               |       |       |               |               |                    |                    |       |       |
| 2.ª                           | 2015          | 23            | 7     | 3     | 0             | —             | —                  | 26                 | 7     |       |
| 2.ª                           | 2016          | 30            | 10    | 4     | 1             | —             | —                  | 34                 | 11    |       |
| 1.ª                           | 2017          | 9             | 1     | 4     | 0             | —             | —                  | 13                 | 1     |       |
| Total club                    | Total club    | 62            | 18    | 11    | 1             | 0             | 0                  | 73                 | 19    |       |
| Barranquilla F. C. · Colombia |               |               |       |       |               |               |                    |                    |       |       |
| 2.ª                           | 2017          | 17            | 6     | —     | —             | —             | —                  | 17                 | 6     |       |
| 2.ª                           | 2018          | 12            | 2     | 5     | 1             | —             | —                  | 17                 | 3     |       |
| Total club                    | Total club    | 29            | 8     | 5     | 1             | 0             | 0                  | 34                 | 9     |       |
| La Equidad · Colombia         |               |               |       |       |               |               |                    |                    |       |       |
| 1.ª                           | 2019          | 6             | 2     | —     | —             | 4             | 3                  | 10                 | 5     |       |
| Total club                    | Total club    | 6             | 2     | 0     | 0             | 4             | 3                  | 10                 | 5     |       |
| Total carrera                 | Total carrera | Total carrera | 105   | 30    | 25            | 3             | 4                  | 3                  | 134   | 36    |

Unión Magdalena

## Palmarés

### Campeonatos nacionales
| Título    | Club           | País     | Año  |
| --------- | -------------- | -------- | ---- |
| Primera B | Atlético Huila | Colombia | 2020 |